# 隋凤富
隋凤富（1956年11月—），男性，山东蓬莱人，中华人民共和国政治人物。1977年9月参加工作，曾于1987年5月加入中国共产党，中共中央党校函授学院经济管理专业本科班毕业，哈尔滨工业大学高级管理人员工商管理硕士，教授级高级政工师。

## 生平

### 政治生涯
隋凤富参加工作后一直在黑龙江省农垦总局工作，时间长达37年。2005年2月，任黑龙江省农垦总局党委副书记。2008年，升任局长兼党委书记。2013年1月，当选为黑龙江省人大常委会副主任，并继续担任黑龙江省农垦总局党委书记。
2008年起担任全国人大代表。2013年3月，被选为第十二届全国人民代表大会黑龙江地区代表。因涉嫌严重违纪违法，2014年12月17日，黑龙江省第十二届人大常委会第十六次会议决定罢免其第十二届全国人民代表大会代表职务。

### 落马
2014年11月27日，隋凤富因涉嫌严重违纪违法，被中纪委调查。他是当年第25位被查处的副省级地方高官，也是中共十八大以来黑龙江省第二位落马的省部级官员。2014年12月28日，十二届全国人大常委会第十二次会议表决通过罢免代表案。2015年2月13日，开除党籍、公职，移送司法机关。同日最高人民检察院以涉嫌受贿罪立案侦查并采取强制措施，经审理查明：2003年至2014年，隋凤富利用其担任黑龙江省农垦总局九三分局局长、农垦总局副局长、局长、党委书记、人大常委会副主任的职务便利，为他人在承揽工程、产品推广、职务晋升、工作调动等方面提供帮助，非法收受他人给予的财物，共计折合人民币1044.4702万元。。
2016年12月19日，辽宁省沈阳市中级人民法院以受贿罪判处隋凤富有期徒刑十一年，并处没收个人财产人民币一百万元，并追缴其受贿犯罪所得财物、孳息，上缴国库。